# Йозеф Стефан
Йозеф Стефан (на немски: Josef Stefan), (на словенски: Jožef Štefan), роден на 24 март 1835 г., от 1938 г. в състава на Клагенфурт, починал на 7 януари 1893 г., е австрийски математик и физик със словенски произход от Каринтия.

## Биография
Йозеф Стефан посещава от 1845 до 1853 г. гимназията в Клагенфурт. Там показва отрано математическите си способности. През 1849 г., като следствие на Австрийската революция (1848 – 1849) на базата на Мартенската конституция (Австрия) словенският език става задължителен за изучаване. Негов учител става прочутият словенски лингвист Антон Янежич. Стефан започва да се интересува от лирика и словенски език. Започва да пише сам стихотворения. Интересува се от сърбохърватски език, латински, гръцки, руски, чешки, както и математика и физика.
Йозеф Стефан следва от 1853 г. във Виена и завършва образованието си в областта на математическа физика. Започва като учител, а по-късно става професор по физика във Виенския университет. През 1876/77 г. е ректор на университета. През това време той изучава разпространението на звука, поляризацията, интерференцията и двойното пречупване на светлината, дифузията и топлопредаването на газовете, зависимостта на топлоизлъчването от температурата, както и електродинамичните явления и индукцията.

## Научни постижения
Най-известното постижение на Йозеф Стефан е формулирането на закона за излъчването, описващ мощността, излъчена от абсолютно черно тяло от гледна точка на неговата температура. Наречен е на него и на Болцман: Закон на Стефан – Болцман. Също така на тяхно име е наречена и константата на Стефан – Болцман. Йозеф Стефан е първият, който определя температурата на повърхността на Слънцето.